# Circuit de Loire-Atlantique
Le circuit de Loire-Atlantique est un circuit automobile français situé à Fay-de-Bretagne, Loire-Atlantique.

## Histoire
Construit en 1992 pour accueillir les essais de vitesse de l'usine Venturi, le circuit automobile de Fay-de-Bretagne est maintenant principalement consacré à la sécurité routière à la suite de la décision du conseil général. Cette volonté de changement a été motivée par le souci de rendre la piste plus conforme aux compétences de l'assemblée départementale.
Aujourd'hui le circuit accueille quelques événements automobiles et propose des ateliers de perfectionnement à la conduite et de sécurité routière.

## Tracé
Le circuit de Fay-de-Bretagne est doté de trois tracés : deux petits circuits écoles et le circuit complet.
Le tracé principal présente une longue ligne droite de près d'un kilomètre. Alternant virages lents et serrés en début de piste, le circuit présente néanmoins quelques courbes rapides dans sa dernière portion.
Le premier virage à gauche plonge dans un enchevêtrement droite-gauche qui relance sur une légère ligne droite qui laisse à peine le temps de se replacer avant un virage lent à droite. Puis une première petite accélération suivie d'un virage à droite à moyenne allure avant une ligne droite un peu plus importante que la précédente qui ouvre sur une courbe à droite suivie d'une courbe à gauche à allure assez rapide. Ensuite un double virage à droite avant la grande ligne droite d'un kilomètre qui permet d'atteindre la vitesse maximale du circuit. Enfin un double droite rapide suivi d'un virage à gauche avant de retrouver la ligne des stands.